# Hošťálková
Hošťálková település Csehországban, Vsetíni járásban. Hošťálková Kateřinice, Rajnochovice, Držková, Podkopná Lhota, Trnava, Ratiboř és Liptál településekkel határos. Lakosainak száma 2294 fő (2024. január 1.).

## Népesség
A település lakosságának változását az alábbi diagram mutatja:
| Lakosok száma | 1802 | 1877 | 1747 | 1818 | 1991 | 2032 | 2219 | 2218 | 2223 | 2294 |
|               | 1869 | 1890 | 1921 | 1950 | 1980 | 2001 | 2017 | 2019 | 2022 | 2024 |